# 鉄道郵便局
鉄道郵便局（）とは、鉄道郵便を取り扱うためにかつて郵政省に存在した郵便局の一種である。
引受した郵便物を列車に連結した郵便車で運送、区分していた。1970年代以降、自動車、航空機による輸送に押され、1984年2月に取扱便、車内継走区分が廃止、1986年9月に護送便も廃止、廃局となった（通称59.2システムという）。その殆どは各地域区分局に吸収されたが、一部は輸送郵便局として存続したものもあった（青森西郵便局・長野東郵便局・新大阪郵便局を参照）。鉄道郵便局は特殊かつ過酷な作業環境におかれており、その鉄道局での経験と精神を称して「鉄郵魂」とも言われる。

## 概要
日本の郵便局の種類の一つで、鉄道事業者に郵便車を運行させてこれに職員が乗務し、鉄道沿線の郵便局から継送される郵便物を輸送するとともに、郵便車内で郵便物をあて先地域別に区分する業務を行っていた。
明治期の日本政府においては、鉄道は近代的な交通・通信インフラの基盤として重要な位置付けがなされており、1872年（明治5年）に開通した日本最初の鉄道においても郵便輸送が行われていた。また、当初は郵便物を単に輸送するのみであったが、郵便物数の増加に伴い、送達速度の向上のため1892年（明治25年）4月からは輸送中の鉄道郵便車内での郵便物のあて先地域別区分を開始した。その後、鉄道郵便取扱業務の増大から専門組織の確立が図られ、1903年（明治36年）の短期間での鉄道郵便局の設置・廃止を経て1910年（明治43年）10月以降本格的に鉄道郵便局が開設されることとなった。
以来、鉄道郵便局は日本の郵便全国配送網の根幹を成してきたが、1960年代以降、郵便サービス側が他の通信手段や民間事業者との競合から送達日数の短縮に取り組もうとする一方、鉄道事業者側では、同時期の国鉄の旅客・小荷物輸送改善策で荷物車・郵便車が普通旅客列車併結から専用列車へ移行し、停車駅の集約も進められたことから、郵便送達に適した鉄道輸送ダイヤの確保が困難となり、鉄道郵便は次第に郵便サービス側にとって使いにくいものとなっていった。このため郵政省は、郵便物の航空機積載や長距離の専用自動車便について、条件の整った区間から導入を進め、鉄道郵便は長距離の拠点間輸送にシフトしつつ郵便輸送全体に占める割合は低下していった。
1984年（昭和59年）以降、郵政省は、郵便サービスの競争力強化のため郵便輸送体系全体の見直しを図り、全種別郵便物の全国翌日配達又は翌々日配達が可能な体制を構築することとした。このため郵便物の航空機積載対象の一層の拡大と併せ、鉄道郵便輸送を廃止し、自主的にダイヤ設定のできる自動車輸送主体の輸送システムに転換することとなり、1986年（昭和61年）10月までに段階的に鉄道郵便線路の廃止と地域間自動車路線の整備が実施された。これに伴い、鉄道郵便局は1986年（昭和61年）10月までに全て廃局となり、一部が輸送郵便局（地域間自動車路線の継送拠点）に移行した。
鉄道郵便局は、最多時には全国で14局が置かれた。本局に管理部門が置かれるほか、各地の乗務・中継作業の拠点として主要ターミナル駅や分岐駅に分局が設置されていた。本局や分局の所在駅には乗務員の業務拠点が、自動車便等との中継駅には郵便室（中継作業施設）が、乗務引継ぎ駅付近には乗務員事務室（折り返し乗務のための待機・宿泊施設）が、それぞれ設けられた。
鉄道を中心としていた当時の郵便輸送は、郵便物が各地から鉄道郵便線路上に集まり、輸送しつつ区分され各地へ配送されるシステムであった。鉄道郵便局の車上業務によってこの区分機能が担われており、郵便輸送を鉄道から自動車等に転換する過程では、地上の郵便局（静止局）にこの機能を移し、地域区分局の整備が行われた。

## 沿革
- 1903年（明治36年）3月 - 東京ほか10の鉄道郵便局が開設されるが、年内に廃止[1]。
- 1910年（明治43年）10月 - 東京・神戸・熊本・仙台・大阪・札幌・長野・名古屋・広島・金沢の各鉄道郵便局が開局[1]。
- 1944年（昭和19年）5月 - 高松鉄道郵便局が開局[1]。
- 1945年（昭和20年）8月 - 米子・旭川の各鉄道郵便局が開局[1]。
- 1948年（昭和23年）2月25日 - 鉄道郵便乗務員の服務方法に関するGHQ指令[5]が発出され、職員配置の大幅な異動・所要の施設整備等を行うこととなる[6]。
  - 業務の合理化
    - 乗務行程の合理化
    - 複数の区間の乗務を兼務し循環服務する体制をやめ、原則として乗務区間ごとに乗務員の配置を固定
    - 本局等から乗務区間までの長距離の便乗の解消

  - 具体的には次のような対応がとられた。
    - 乗務区間に応じた地方の拠点（分局等）への職員の分散配置
    - 各地に職員住宅や乗務員事務室等の整備
    - 乗務行程見直しにより乗務員配置が難しくなる末端の支線等では取扱便から託送便への変更や専用自動車便への移行など
- 1972年（昭和47年）3月 - 東京門司線について、乗務員の郵便物区分方法・郵便物輸送体系を変更し、「東京門司線の乗務員を経由して運送する郵便物の区分特例」（東京門司線特例）を制定[4]。
  - 1972年（昭和47年）3月の国鉄のダイヤ改正で東海道・山陽線の小荷物・郵便列車の停車駅が削減・集約され、同線で運行される東京門司線は停車駅の大幅な減少により直接受け渡しのできない郵便局が増加するため、輸送体系を改め、乗務員の郵便物区分方法も変更することとしたもの。
  - 速達扱いを除き乗務員は郵便番号の上二けた目までによる地域別の区分を行うこととする。
  - 東京門司線沿線地域には、二けた地域ごとに地域内の区分を行う郵便局を「地域区分局」として指定し整備。
  - 東京門司線乗務員により二けた区分された郵便物は地域区分局へ送付し、地域区分局が三けた・五けた区分を行って自動車便で域内の各郵便局へ配送。
  - 以後、東京門司線の取扱便向けには、他線区向けとは区分室等の仕様が異なる郵便車が製作されるようになり、この仕様の郵便車は「東京門司線特例車」と呼ばれた[7]。
- 1975年（昭和50年）3月 - 東京門司線特例を、門司鹿児島西廻線にも適用[4]。
  - 1975年（昭和50年）3月の国鉄のダイヤ改正により、門司鹿児島西廻線の運行される鹿児島線の小荷物・郵便列車の停車駅が削減・集約されることに伴うもの。
- 1978年（昭和53年）10月 - 東京門司線特例を、東京青森線にも適用[4]。
  - 1978年（昭和53年）10月の国鉄のダイヤ改正により、東京青森線の運行される東北線の小荷物・郵便列車の停車駅が削減・集約されることに伴うもの。
- 1984年（昭和59年）2月1日 - 郵便車内での郵便物区分（取扱便）の廃止、41線区の郵便輸送廃止、28分局廃止など業務の大幅な縮小[8]。
- 1985年（昭和60年）3月14日 - 鉄道郵便線路6線路廃止、4分局廃止など業務の縮小[8]。
- 1986年（昭和61年）
  - 3月1日 - 日本海側の鉄道郵便線路全廃、本局の一部（旭川・新潟・金沢・米子・高松）廃止など業務の大幅な縮小[8]。
  - 10月1日 - 鉄道郵便線路全廃、本局9局（札幌・青森・仙台・東京・長野・名古屋・大阪・広島・熊本）を含む鉄道郵便局全廃[8][1]。同日付で一部は輸送郵便局に転換（青森・東京・長野・大阪・東小倉・久留米の各輸送郵便局）[8]。

## 鉄道郵便局一覧
局名に続く線路名は、所掌乗務線路、つまりその鉄道局が乗務する線路である。線路はさらに継走区分線路と一般区分線路とに分けられる。
- 継走区分線路とは乗務員が乗務する便、東京八丈島線以外の航空便、青森函館間、玉野高松間の水路便である。
- 継走区分線路以外の線路を一般区分線路といい、自動車便や水路便がこれに該当する。以下の一覧では線路名のあとに「◎」が付されているものがそれである。

なお時期により線路名、所掌する鉄道局に変動がある。

### 東京鉄道郵便局
- 東京門司線・東京浜松間（東海道本線）（郵便番号259-0n,410-03,419-01,421-01,424-0nなど）
- 東京青森線・東京郡山間（東北本線）（郵便番号321-01,329-0n,-1n,-2n,-3n,340-02,349-0n,-11,969-0nなど）
- 東京仙台線・東京平間（常磐線）（郵便番号270-11,-12,300-1n,309-0n,-17,311-41,319-0n,-1n,979-01など）
- 東京新潟線の一部（高崎線、上越線など）（郵便番号369-0n,370-1n,379-1nなど）
- 水戸郡山線（水郡線）（郵便番号319-2n,-3n,969-05,979-5n,-6nなど）
- 東京伊勢崎線◎（東武伊勢崎線）（郵便番号326-03,340-0n,349-1n,370-0n,374-0nなど）
- 東京銚子南廻線（総武本線）（郵便番号289-1n,-2nなど）
- 東京銚子北廻線（成田線など）（郵便番号270-1n,289-0nなど）
- 東京鴨川東廻線（外房線など）（郵便番号280-02,299-3n,-4n,-5nなど）
- 東京鴨川西廻線（内房線など）（郵便番号299-0n,-1n,-2nなど）
- 東京塩尻線（中央本線）（郵便番号199-0n,400-01,-02,407-0n,408-0n,409-0n,-1n,399-0nなど）
- 東京小田原線◎（小田急小田原線）（郵便番号194-0n,243-0n,259-1nなど）
- 東京寄居線◎（東武東上線）（郵便番号350-0n,355-0n,369-12など）
- 熊谷荒川線◎（秩父鉄道線）（郵便番号369-1nなど）
- 富士甲府線（身延線）（郵便番号400-03,-04,-05,-06,409-2n,-3n,419-02,-03など）
- 小山水戸線（水戸線など）（郵便番号309-1n,311-41,319-03など）
- 高崎小山線（両毛線など）（郵便番号329-4n,379-2nなど）

### 長野鉄道郵便局
全て継走区分線路。
- 東京直江津線（高崎線、信越本線など）（郵便番号379-0n,381-21,-22,386-01,389-0n,-1n,949-2nなど）
- 名古屋長野線（中央本線、篠ノ井線など）（郵便番号381-21,-22,399-07,-5n,-6n,-7n,509-5n,-6n,-7n,-8n,-9nなど）
- 長野川口線（飯山線など）（郵便番号389-11,-2n,949-75,-8nなど）
- 豊橋辰野線・飯田辰野間（飯田線）（郵便番号399-04,-3n,-4nなど）
- 松本糸魚川線（大糸線）（郵便番号399-8n,-9n,949-04,-05など）

### 新潟鉄道郵便局
全て継走区分線路。
- 大阪青森線・直江津酒田間（信越本線、羽越本線など）（郵便番号940-1n,945-1n,949-3n,-5n,959-11,-12,-13,-14,-15,-2n,-31,-33,-34,-35,-36,-37,-38,-39,997-1n,999-7nなど）
- 東京新潟線の一部（上越線、信越本線など）（郵便番号940-1n,949-6n,-7n,959-11,-12,-13,-14,-15など）
- 郡山新潟線（磐越西線など）（郵便番号959-16,-17,-18,-4n,969-2n,-3n,-4nなど）
- 会津若松川口線（只見線）（郵便番号946-0n,968,968-0n,969-6n,-7nなど）
- 会津若松荒海線（会津線など）（郵便番号967-0n,969-5nなど）
- 柏崎新潟線（越後線）（郵便番号945-0n,949-4n,950-2n,959-0nなど）

### 名古屋鉄道郵便局
全て継走区分線路。
- 東京門司線・浜松大阪間（東海道本線）（郵便番号431-0n,441-0n,490-0n,501-02,503-15,-21,-22,520-2n,521,521-0n,-1nなど）
- 名古屋鳥羽線（関西本線、参宮線など）（郵便番号490-1n,510-0n,511-11,514-0n,515-21,519-0n,-21など）
- 松阪和歌山線・松阪新宮間（紀勢本線）（郵便番号519-2n,-3n,-4n,-5nなど）
- 豊橋辰野線・豊橋飯田間（飯田線）（郵便番号399-1n,-2n,441-01,-02,-1n,-2n,449-0nなど）
- 岐阜富山線・岐阜高山間（高山本線）（郵便番号509-0n,-1n,-2n,-3nなど）

### 金沢鉄道郵便局
全て継走区分線路。
- 大阪青森線・敦賀直江津間（北陸本線）（郵便番号910-0n,919-0n,920-01,922-0n,923-0n,-1n,929-0n,930-01,939-0n,949-01,-02,-03,-1nなど）
- 金沢輪島線（七尾線）（郵便番号920-01,926-0n,929-03,-1n,-2nなど）
- 敦賀東舞鶴線（小浜線）（郵便番号914-01,917-02,919-1n,-2nなど）
- 岐阜富山線・高山富山間（高山本線）（郵便番号509-4n,939-2nなど）
- 高岡城端線（城端線）（郵便番号939-1nなど）

### 大阪鉄道郵便局
- 東京門司線・大阪糸崎間（東海道本線・山陽本線）（郵便番号671-0n,-1n,673-01,675-01,678-1n,701-01,-31,709-0n,710-02,719-0n,720-01,729-01,-02,-03など）
- 大阪青森線・大阪敦賀間（東海道本線、北陸本線など）（郵便番号520-2n,521,521-1n,529-0n,914-03など）
- 大阪東舞鶴線（福知山線など）（郵便番号623-01,669-1n,-2n,-3n,-4nなど）
- 亀山大阪線（関西本線）（郵便番号519-01,-02,-03,-1n,610-04,619-02,-1n,636-0n,639-1nなど）
- 京都下関線・京都鳥取間（山陰本線）（郵便番号623-1n,629-0n,-1n,669-5n,-6n,681,689-01など）
- 京都王寺線（奈良線・桜井線など）（郵便番号610-0n,619-0n,639-0nなど）
- 柘植草津線◎（草津線）（郵便番号519-13,520-3n,529-17など）
- 松阪和歌山線・新宮和歌山間（紀勢本線）（郵便番号647-01,649-0n,-1n,-2n,-3n,-4n,-5nなど）
- 王寺和歌山線（和歌山線）（郵便番号639-2n,-3n,649-6n,-7nなど）
- 大阪和歌山線（阪和線）（郵便番号590-0nなど）
- 大阪岬線（南海本線）（郵便番号599-0nなど）
- 米原貴生川線（近江鉄道本線）（郵便番号522-0n,529-1nなど）
- 姫路和田山線（播但線）（郵便番号669-52,679-2n,-3nなど）
- 加古川谷川線（加古川線）（郵便番号669-31,-32,675-1n,679-0nなど）
- 西舞鶴豊岡線（宮津線）（郵便番号624-01,626-0n,629-2n,-3nなど）
- 西脇松井庄線（鍛冶屋線）（郵便番号679-1nなど）

### 広島鉄道郵便局
- 東京門司線・糸崎門司間（山陽本線）（郵便番号729-03,-04,-05,-1n,739-0n,740-14,742-1n,2n,743-0n,745-1n,747-1n,749-0n,750-0n,-1n,757-0n,759-0nなど）
- 姫路広島線・新見広島間（芸備線など）（郵便番号719-36,-37,-38,729-5n,-6n,739-1nなど）
- 鳥取岡山線（津山線、因美線など）（郵便番号680-03,-04,-05,-06,-07,-12,-13,689-1n,708-11,-12,-13,709-2n,-3nなど）
- 岡山玉野線（宇野線）（郵便番号701-02,-03,706-01,-02,709-1nなど）
- 京都下関線・浜田下関間（山陰本線）（郵便番号697-13,699-32,-33,-34,-35,-36,-37,759-3n,-4n,-5n,-6nなど）
- 東京門司線・糸崎広島間（呉線）（郵便番号729-03,-2n,731-4n,737-0nなど）
- 福山三次線◎（福塩線）（郵便番号720-11,-12,-13,-2n,729-3n,-4n,-62など）
- 小郡益田線（山口線）（郵便番号699-5n,759-1nなど）
- 厚狭長門線（美祢線）（郵便番号759-2n,-41,-42-,43など）

### 米子鉄道郵便局
全て継走区分線路。
- 京都下関線・鳥取浜田間（山陰本線）（郵便番号689-02,-03,-04,-05,-06,-07,-2n,-3n,699-0n,-2n,-31など）
- 姫路広島線・姫路新見間（姫新線）（郵便番号671-2n,-3n,-4n,679-4n,-5n,709-4n,719-31,-32,-33,-34,-35など）
- 岡山米子線（伯備線など）（郵便番号689-35,-4n,-5n,701-01,719-1n,-2n,-36など）
- 宍道(備後)落合線（木次線）（郵便番号699-04,-1n,729-56など）
- 江津浜原線（三江北線）（郵便番号696,696-0n,699-4nなど）

### 高松鉄道郵便局
全て継走区分線路。
- 高松宇和島線（予讃本線）（郵便番号769-01,-02,-1n,799-0n,-1n,-2n,-3nなど）
- 高松窪川線（土讃本線）（郵便番号769-0n,779-48,-5n,781-21,-22,-51,789-0n,-1nなど）注: 窪川中村間は継走区分線路か否か疑義がある。
- 高松牟岐線（高徳本線、牟岐線など）（郵便番号761-01,-02,769-2n,779-0n,-1n,-2nなど）
- 池田徳島線（徳島本線）（郵便番号779-3n,-4nなど）

### 熊本鉄道郵便局
- 門司鹿児島西廻線（鹿児島本線）（郵便番号811-3n,-4n,839-0n,841-0n,861-01,-41,-55,869-0n,-4n,-5n,899-0n,-1n,-2nなど）
- 熊本大分線（豊肥本線）（郵便番号869-1n,-2n,879-6n,-7nなど）
- 熊本三角線（三角線）（郵便番号869-04,-3nなど）
- 八代都城線（肥薩線、吉都線）（郵便番号869-6n,889-4n,899-61など）
- 門司鹿児島東廻線（日豊本線）（郵便番号800-0n,829-0n,870-0n,879-0n,-1n,-2n,-3n,889-0n,-1n,899-4n,-5nなど）
- 鳥栖大分線（久大本線）（郵便番号839-1n,879-4n,-5nなど）
- 門司長崎線（長崎本線、佐世保線、大村線など）（郵便番号849-0n,-1n,-2n,856-0n,857-1n,859-0n,-3nなど）
- 佐賀唐津線（唐津線など）（郵便番号849-02,-3nなど）
- 諫早加津佐線（島原鉄道線）（郵便番号859-1n,-2nなど）
- 福岡伊万里線（筑肥線）（郵便番号819-0n,-1n,849-5nなど）
- 有田佐世保線（松浦線）（郵便番号849-4n,857-0n,859-4n,-5n,-6nなど）
- 吉松隼人線（肥薩線）（郵便番号899-6nなど）
- 伊集院枕崎線（鹿児島交通南薩線）（郵便番号899-25,-3nなど）
- 宮崎都城線（日南線、志布志線）（郵便番号889-2n,-3n,899-7n,-8nなど）
- 鹿児島山川線◎（指宿枕崎線）（郵便番号891-0nなど）

### 仙台鉄道郵便局
全て継走区分線路。
- 東京青森線・郡山盛岡間（東北本線）（郵便番号960-01,969-1n,981-11,-12,-13,989-0n,-1n,-24,-4n,-5n,028-3n,029-3n,-4nなど）
- 東京仙台線・平仙台間（常磐線）（郵便番号979-02,-03,-04,-05,-06,-1n,-2n,981-11,-12,-13,989-2nなど）
- 仙台山形線（仙山線）（郵便番号989-3n,999-33など）
- 一関大船渡線（大船渡線）（郵便番号029-0n,-1n,-2nなど）
- 小牛田新庄線（陸羽東線）（郵便番号989-6n,999-61など）
- 新庄酒田線（陸羽西線）（郵便番号999-62,-63,-64,-65,-66,-67,-68,-69,-77など）
- 福島秋田線（奥羽本線）（郵便番号960-2n,990-23,992-1n,999-2n,-31,-32,-34,-35,-36,-37,-4n,-5n,019-0n,-12,-13,-14,-15,-16,-17,-18,-19,-2nなど）
- 米沢坂町線（米坂線）（郵便番号959-31,-32,999-0n,-1nなど）
- 花巻盛岡線（釜石線、山田線）（郵便番号028-0n,-1n,-2nなど）
- 盛岡大館線（花輪線）（郵便番号018-5n,020-01,028-41,7nなど）
- 北上横手線（北上線）（郵便番号019-11,029-5nなど）
- 平郡山線（磐越東線）（郵便番号979-3n,-4nなど）

### 青森鉄道郵便局
全て継走区分線路。
- 東京青森線・盛岡青森間（東北本線）（郵便番号020-01,028-4n,-5n,-6n,039-0n,-1n,-2n,-3nなど）
- 大阪青森線・酒田青森間（羽越本線、奥羽本線）（郵便番号999-8n,010-01,-15,-16,016-01,018-0n,-1n,-21,-22,-23,-24,-27,-28,-3n,038-0n,-1nなど）
- 青森函館線（青函連絡船）
- 野辺地大畑線（大湊線、大畑線）（郵便番号039-31,-4n,-5nなど）
- 能代弘前線（五能線）（郵便番号016-01,018-25,-26,038-11,-2n,-3nなど）
- 大館阿仁合線（阿仁合線）（郵便番号018-33,-4nなど）
- 青森三厩線（津軽線）（郵便番号030-1nなど）

### 札幌鉄道郵便局
- 函館旭川線（函館本線）（郵便番号041-1n,047-0n,048-0n,-1n,-2n,049-2n,-3n,061-01,-24,069-0n,078-01,079-0nなど）
- 滝川根室線（根室本線）（郵便番号079-1n,-2n,088-0n,-1n,089-0n,-5nなど）
- 深川幌延線・深川築別間（留萌本線、羽幌線）（郵便番号078-2n,-3n,-4nなど）
- 国縫瀬棚線◎（瀬棚線）（郵便番号049-34,-35,-4nなど）
- 函館松前線◎（江差線、松前線など）（郵便番号049-01,-02,-03,-04,-1nなど）
- 木古内江差線◎（江差線）（郵便番号049-04,-05,-06,-07など）
- 帯広広尾線（広尾線）（郵便番号089-1n,-2nなど）
- 池田北見線（池北線）（郵便番号089-3n,-4n,099-1nなど）
- 釧路網走線（釧網本線など）（郵便番号088-2n,-3n,099-3n,-4nなど）
- 長万部岩見沢線（室蘭本線）（郵便番号049-35,-5n,059-0n,-1n,069-1nなど）
- 苫小牧様似線（日高本線）（郵便番号055,055-0n,058,058-0n,059-13,-2n,-3nなど）

### 旭川鉄道郵便局
- 旭川稚内線（宗谷本線）（郵便番号078-02,-03,-2n,098-0n,-2n,-3n,-4nなど）
- 旭川網走線（石北本線など）（郵便番号078-1n,-2n,099-0n,-2nなど）
- 名寄遠軽線（名寄本線）（郵便番号098-1n,099-04,-5n,-6nなど）
- 音威子府稚内線（天北線など）（郵便番号098-25,-5n,-6nなど）

### 航空郵便線路
継走区分線路として、参考までに昭和40年代の航空郵便線路を示す。
- 東京札幌間専用線
- 東京福岡間専用線
- 東京札幌線
- 東京函館線
- 東京青森線
- 東京秋田線
- 東京山形線
- 東京新潟線
- 東京富山線
- 東京小松線
- 東京福井線
- 東京福岡線
- 東京米子線
- 東京広島線
- 東京高知線
- 東京松山線
- 東京北九州線
- 東京大分線
- 東京熊本線
- 東京鹿児島線
- 名古屋小松線
- 名古屋福岡線
- 名古屋鹿児島線
- 大阪鳥取線
- 大阪米子線
- 大阪広島線
- 大阪宇部線
- 大阪高松線
- 大阪徳島線
- 大阪高知線
- 大阪松山線
- 大阪長崎線
- 大阪熊本線
- 大阪大分線
- 大阪鹿児島線
- 広島大分線
- 広島福岡線
- 松山福岡線
- 福岡宮崎線
- 福岡鹿児島線

## 鉄道郵便の輸送形態
鉄道郵便には次の4種類の輸送形態があった。

### 取扱便
郵便専用の車両・区画を用い、職員が乗務し郵袋の受け渡しの他、指定の郵袋を開披し郵便物をあて先地域別に区分して納入し直す業務を行うもの。

### 護送便
郵便専用の車両・区画を用い、職員が乗務し郵袋の受け渡しは行うが、郵袋の開披・郵便物の区分は行わないもの。

### 締切便
郵便専用の車両・区画を用いるが、職員は乗務せず指定駅で郵袋の積み卸しを行う以外は施錠・締切して輸送するもの。

### 託送便
郵便専用の車両・区画を用いず、郵袋単位で鉄道事業者に輸送を委託し小荷物と同様な形で輸送されるもの。

## 鉄道郵便局と郵便番号
鉄道郵便線路と受渡する局は約2000局あったが、すべてに3けたの郵便番号を付定することは不可能であったため、3けた目「9」を乗務員を親局として番号を付定した。なお例外として
- 秋田県、岩手県、青森県、北海道の04、07～09地域は「8」も乗務員の番号として付定した。
- 東京都、神奈川県など一部の地域については「9」を乗務員の番号とせず、静止局の番号に付定した。地域としては10～17、21～24、27、33、35、42、43、45～49、53～58、60、65、80である。

その上で線路の下り順に番号を振り、線路の異なるごとに4けた目を更新した。
すなわち秋田県内では大阪青森線を象潟から順に018-01、018-02…とし、大館阿仁合線を018-4X、盛岡大館線を018-5X、福島秋田線を019-0X～019-2Xとして、車内にて継走区分の上受渡したのである。
- 受渡局とは乗務員と郵便物の受渡を行う局で、普通局、特定局の別とは関係はない。受渡局以外の局を一般局という。また、鉄道局以外の郵便局を静止局という。

## 区分方法
鉄道郵便局における区分方法について記述する。

### 郵便物の区別
郵便物は以下のような種別ごとに区分された。
- 普通通常
  - 小型普通通常　定形　二種郵便物
  - 大型普通通常　小型以外
    - 大型小型は自県内宛及び、自動車便等のみにより運送される場合、東京、横浜、名古屋、京都、大阪、神戸以外の各局から他府県にあてる大型普通通常が10通未満の場合、合わせて区分ができた。
- 普通速達
- 書留速達
- 書留通常
  - 書留速達と書留通常は、航空便及び速達のみを指定して運送する便、大口差出となる場合に区別し、それ以外は合わせて区分した。
  - 書留は航空便を経由するとき、大型と小型に区分できた。ただし、大型書留通常のみで区分した場合、航空便には積載はしない。
- 速達としない小包郵便物
- 速達小包郵便物
  - 小包は書留小包と普通小包とに分割して区分できた。

### 区分ならび送付
区分は郵便番号による区分と、郵便番号によらない区分により異なった。
- 郵便番号による区分
  - 五けた局区分　　 五けたの郵便局ごとに区分し、当該の局に送付。
  - 五けた集合区分　三けた目までが同じ番号の五けた局を複数合わせて区分し、指定された三けた局または五けた局に送付。
  - 三けた局区分　　 三けたの郵便局ごとに区分し当該の局に送付。
  - 三けた区分　　　　三けた目までが同じ番号のものをまとめて区分し、当該の3けた局に送付。
  - 三けた集合区分　異なった三けた番号を複数合わせて区分し、指定された三けた局に送付。
  - 二けた区分　　　　二けた目までが同じ番号のものをまとめて区分し、指定された郵便局または乗務員に送付。
  - 二けた集合区分　異なった二けた番号を複数合わせて区分し、指定された郵便局または乗務員に送付。
- 郵便番号によらない区分
  - 配達局区分　　　　郵便区ごとに区分し、当該の局に送付する。
  - 区区分　　　　　　　区を有する市において、区ごとに区分し、指定された局に送付。
  - 市区分　　　　　　　市（二十三区も市に含める）ごとに区分し、指定された局に送付。
  - 受渡区分　　　　　 受渡局の受持区域ごとに区分し、受渡局に送付。
  - 府県区分　　　　　 都道府県ごとに区分し、継走区分する乗務員に送付。ただし例外が多々ある。
  - 区域区分　　　　 　複数の都道府県をまとめて区分し、継走区分する乗務員に送付。ただし例外が多々ある。
  - 航空区域区分　　 航空郵便の到着事務を行う局で指定された区ごとに区分し、航空郵便の到着事務を行う局に送付。

しかしながら実際には小型普通通常ならび一部の大型通常を除き、合わせて区分することが認められていた。これは番号の有無により分別する手間よりも有利であると判断されたためである。

## 地域・種別による区分方法
各乗務員により要求される区分の内容、また種別により異なるが、原則以下の通りである。これは例えば東門線東浜間と京下線鳥浜間とでは、当然に東浜間の方が東京、横浜等へ送付する量の割合が多い事が予想された。そのためそれぞれの乗務員区間により異なる区分方法を指定していたためである。

### 小型普通通常の区分方法

#### 郵便番号による区分
- 10～17地域（東京都区内）

10通以上ある場合、以下の地域は三けた局区分を行った。

100～104　12・13地域　150～153　17地域

上記以外の地域は二けた区分を行った。このときの送付先は、芝局、下谷（上野）局、蒲田局、世田谷局、新宿局。
10通以下の場合、東京中央局に送付したが、上野・隅田川・新宿の三駅に特例があった。
- 53～55地域（大阪市内）

10通以上ある場合、すべて三けた局区分を行った。
10通以下の場合、大阪中央局に送付した。
- 21～24、45・46、60・61、65地域（横浜、名古屋、京都、神戸市）

10通以上ある場合、三けた局区分を行った。ただし乗務員に9が付されている場合は、三けた区分の対象とはしない。
各地域ごとに10通以上の場合、二けた集合区分により各中央局に送付した。
- 上記以外の地域（ただし自地域及び最近区間を除く）

3けたごとに20通以上ある場合は3けた区分を行い、送付する。
20通に満たない場合、2けたごとに10通以上の時それぞれ指定された局に送付する。

#### 郵便番号によらない区分
- 10～17地域（東京都区内）
- 53～55地域（大阪市内）

それぞれ配達局ごとに区分し、送付した。ただし区に複数の配達局がある場合、指定された局に送付した。これも上記の三駅の特例がある。また大阪市の場合一局で一区以上を配達するため、「合わせ区分」が行われていたと思われる。
- 上記以外の地域（ただし自地域及び最近区間を除く）

航空便を経由するものについては、各受渡局に送付した。それ以外のものについては、府県ごとに10通以上ある場合に、指定された局、乗務員に送付した。

### 自地域宛の区分

#### 郵便番号による区分
- 3けた目が乗務員の番号である「9」（あるいは8も含む）の局については、通数によらず五けた局区分を行い、当該局に送付した。それ以外については三けた区分を行い送付した。一集配局に複数の番号がある場合、また五けた局が多数ある場合、その番号ごとや、三けた局区分を行った。つまり岐阜中央局に送付するときは「500」「501」と別に区分し、福島中央局に送付するときは通数により福島中央局自配とそれ以外とに区分し送付した。

#### 郵便番号によらない区分
- 受渡局ならび、その受持局毎に区分し、送付した。なお同一市町村に複数の集配局がある場合、その地域別に指定受渡局を設定し、その局に送付した。

### 最近区間
- 郵便物は原則として各乗務員が区分、差立するものであるが、便接続の関係上、処理する時間を確保できない事があるため、乗務開始後おおむね一時間以内に受渡する区間について最近区間を設定した。即ち青函乗務員は上便では東青盛青間、阪青酒青間に引き継ぐが、青森近辺の局に対する郵便物を未処理のまま引き継いで青森駅乗務後から区分をしたのでは受渡に間に合わない。そのため野辺地と弘前までの各局分については青函乗務員で区分した上で、それぞれの乗務員に引き継いだのである。当然ながら時期によって最近区間の設定は異なる。
- 受渡局の場合、受渡後一時間以内に受渡する地域について最近区間を設定した。この場合の時間は急行列車等の最も早い列車で受渡したものとして算出する。
- この場合、例えば青森中央局では自局で野辺地と弘前までの分を区分送付するため、青森で静止局から受渡した郵便物から乗務員が区分送付することはなかった。仮にあったとした場合、郵便車で投函を受けた郵便物である。
- 最近区間への区分は、上記「自地域宛の区分」と同様だが、通数は各受渡局ごとに5通以上あるときに当該局へ送付した。
- 受渡に失敗することを受渡欠便というが、「欠便は誤送より責が重い」として鉄道局員ではこれを特に嫌った。